# Grågåssjön
Grågåssjön är en sjö i Kungälvs kommun i Bohuslän och ingår i Göta älvs huvudavrinningsområde.